# Algebră peste un corp
În matematică, o algebră este un spațiu vectorial X peste un corp K, în care s-a definit în plus o operație de înmulțire între vectori (indicată prin simbolul {\displaystyle \cdot }) care face din X un inel comutativ, și satisfăcând proprietățile:
- {\displaystyle \forall \mathbf {x} ,\mathbf {y} \in X,\forall \alpha \in K\,,\ \alpha (\mathbf {x} +\mathbf {y} )=\alpha \mathbf {x} +\alpha \mathbf {y} } (distributivitate față de vectori)
- {\displaystyle \forall \mathbf {x} \in X,\forall \alpha ,\beta \in K\,,\ (\alpha +\beta )\mathbf {x} =\alpha \mathbf {x} +\beta \mathbf {x} } (distributivitate față de scalari)
- {\displaystyle \forall \mathbf {x} ,\mathbf {y} \in X,\forall \alpha ,\beta \in K\,,\ (\alpha \mathbf {x} )\cdot (\beta \mathbf {y} )=(\alpha \beta )(\mathbf {x} \cdot \mathbf {y} )}